# 3710 Bogoslovskij
Bogoslovskij (asteróide 3710) é um asteróide da cintura principal, a 2,2955145 UA. Possui uma excentricidade de 0,1619183 e um período orbital de 1 655,71 dias (4,53 anos).
Bogoslovskij tem uma velocidade orbital média de 17,99682468 km/s e uma inclinação de 13,79151º.
Este asteróide foi descoberto em 13 de Setembro de 1978 por Nikolai Chernykh.